# Isortoq Helistop
Isortoq Helistop (IATA: , ICAO: BGIS) er en grønlandsk flyveplads beliggende i Isortoq med et gruslandingsområde med en radius på 15 m. I 2008 var der 392 afrejsende passagerer fra flyvepladsen fordelt på 108 starter (gennemsnitligt 3,63 passagerer pr. start).
Isortoq Helistop drives af Mittarfeqarfiit, Grønlands Lufthavnsvæsen. Statens Luftfartsvæsen fører tilsyn med flyvepladsen.

## Eksterne links
- AIP for BGIS fra Statens Luftfartsvæsen Arkiveret 24. februar 2012 hos  Wayback Machine